# ديفيد روذرفورد
ديفيد روذرفورد (6 أبريل 1976 في المملكة المتحدة - ) (بالإنجليزية: David Rutherford) هو لاعب كريكت بريطاني. لعب مع Northumberland County Cricket Club ‏.

## وصلات خارجية
- ديفيد روذرفورد على موقع إي آس بي آن كريك إنفو (الإنجليزية)